# جنگ پول
جنگ پول (انگلیسی: War of Money; کره‌ای: 쩐의 전쟁; لاتین‌نویسی اصلاح‌شده: Jjeonui Jeonjaeng) یک مجموعهٔ تلویزیونی کره جنوبی سال ۲۰۰۷ بر پایهٔ مانهوایی از پارک این کوان با همین نام است. در این مجموعه پارک شین-یانگ و پارک جین هی بازی کردند و از ۱۶ مه تا ۱۹ ژوئیه ۲۰۰۷، روزهای چهارشنبه و پنجشنبه ساعت ۲۱:۵۵ (کی‌اس‌تی) از اس‌بی‌اس برای ۲۰ قسمت پخش شد.
این مجموعه در اصل ۱۶ قسمت بود اما به خاطر محبوبیت و استقبال مخاطبان، به ۲۰ قسمت افزایش پیدا کرد.

## بازیگران

### اصلی
- پارک شین-یانگ در نقش گوم نا را
- پارک جین هی در نقش سو جو هی
- شین دونگ-ووک در نقش‌ها وو سونگ
- کیم جونگ هوا در نقش لی چا یون